# Retinoskopia

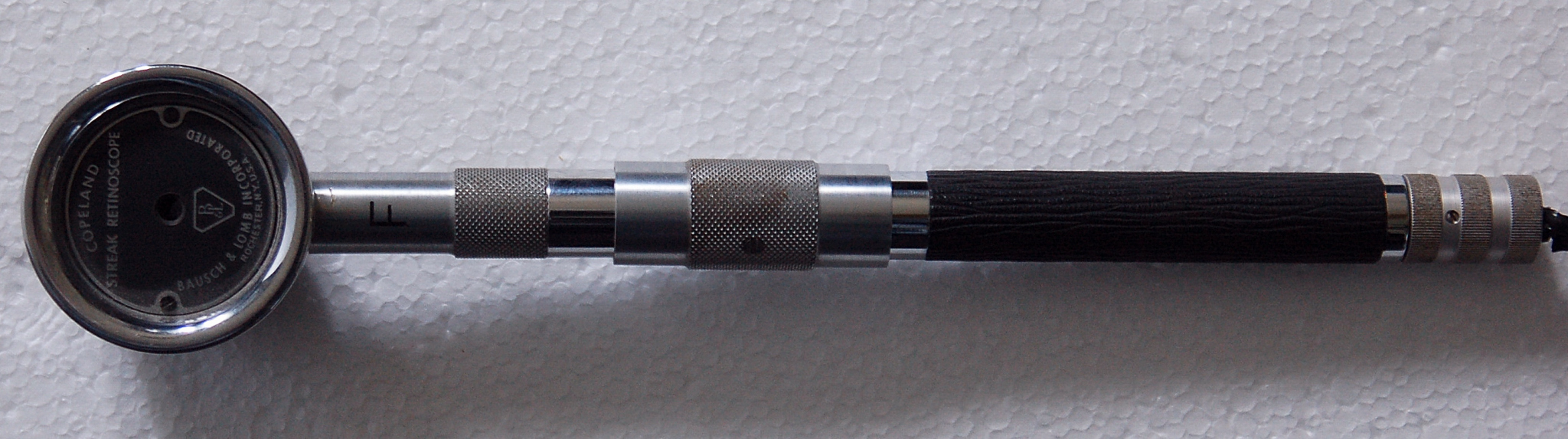
Retinoskop

Retinoskopia – badanie diagnostyczne narządu wzroku wykorzystywane w okulistyce. Jest ono przeprowadzane za pomocą urządzenia nazywanego retinoskopem, w którym sprawdza się kierunek i zakres błędów refrakcji.
Badający umieszcza źródło światła przed okiem pacjenta i sprawdza stopień jego odbicia w siatkówce pacjenta. Następnie przemieszcza strumień światła wzdłuż źrenicy i obserwuje względne przemieszczanie się odblasku. Później za pomocą przyłożonej soczewki "redukuje" odbijanie światła.
Retinoskopia jest przydatna przy określaniu odpowiednich soczewek dla pacjenta oraz w ocenie stopnia akomodacji oka.